# Tesla Uran/Pluto

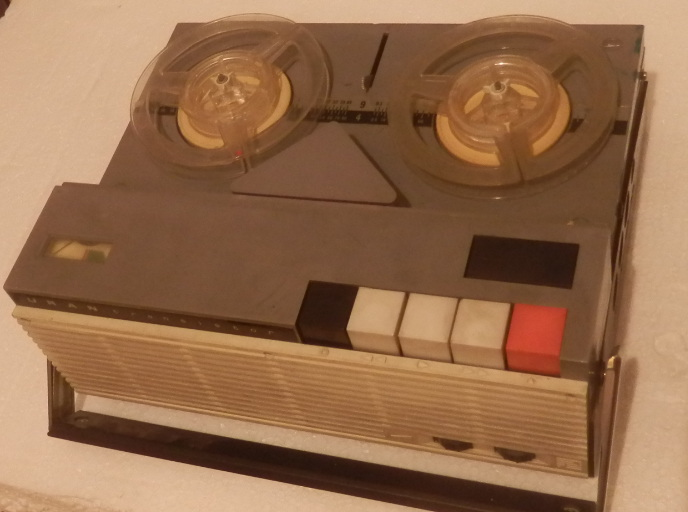
Magnetofon Tesla Uran bez krytu

Magnetofony Tesla Uran (ANP 401) a Pluto (ANP 404) byly cívkové bateriové magnetofony s možností půlstopého záznamu vyráběné v Tesle Liberec. Magnetofony umožňují nahrávat a přehrávat záznam ve dvou rychlostech. Při rychlosti 4 cm/s je kmitočtová charakteristika o něco nižší než při rychlosti 9 cm/s. Pro regulaci otáček byl na Uranu použit odstředivý regulátor v motorku a rychlost otáček se měnila mechanicky páčkou mezi kotouči a pouze v klidu. Na Tesle Pluto je regulace elektronická a rychlost je volitelná tlačítkovým přepínačem před levou cívkou. Magnetofony lze napájet z baterií (6 monočlánků 1,5 V), po vyjmutí baterií ze síťového napáječe (adaptéru), který se vloží do prostoru místo baterií. Další možností je napájení v automobilu z automobilové baterie pomocí zvláštního kabelu. Záznam umožňuje mikrofon nebo pětikolíkový kabel. Funkce magnetofonů se ovládá mechanickými tlačítky. Elektronika je osazena germaniovými tranzistory.